# Chiloxanthus arcticus
Chiloxanthus arcticus är en insektsart som först beskrevs av Sahlberg 1878.  Chiloxanthus arcticus ingår i släktet Chiloxanthus och familjen strandskinnbaggar. Inga underarter finns listade i Catalogue of Life.